# Most Affected People and Areas
Most Affected People and Areas, auch bekannt unter der Abkürzung MAPA, ist ein Begriff, welcher Gruppen und Territorien repräsentiert, die übermäßig vom Klimawandel betroffen sind, unter anderem Frauen, ethnische Minderheiten, junge, ältere und arme Menschen. Diese sozialen Gruppen und geographischen Gebiete sind am stärksten von den Auswirkungen von Treibhausgasemissionen und dem damit zusammenhängendem Klimawandel beeinträchtigt. Im Speziellen durch das Aufkommen von Graswurzelbewegungen, die als Ziel Klimagerechtigkeit anstreben – wie etwa FridaysForFuture, Ende Gelände oder Extinction Rebellion wurde der Austausch zwischen diesen Gruppen im Kontext von Klimagerechtigkeit wichtiger. Der Begriff wird von Klimaaktivisten – hier im besonderen von Fridays for Future – gegenüber älteren Begriffen wie dem des „Globalen Südens“ bevorzugt.